# Hanna Dmyterko
Hanna Dmyterko o Anna Dmiterko, y más tarde también conocida como Hanna Ratych (1893-1981) fue una soldado ucraniana durante la Primera Guerra Mundial. Se convirtió en sargento de los fusileros ucranianos de Sich, una unidad del ejército austrohúngaro. Sus hazañas fueron reportadas en la prensa y fue condecorada.

## Biografía
Dmyterko nació en 1893.
En 1914, Dmyterko estaba entre los 2000 ucranianos que componían los recién creados fusileros ucranianos de Sich. La Gran Guerra estaba comenzando y ella vio este combate como una oportunidad para crear una nación ucraniana. Unos 28 000 ucranianos se habían ofrecido como voluntarios para unirse a la nueva fuerza, pero las autoridades austriacas limitaron el tamaño de la fuerza y el alcance de su armamento para asegurarse de que no se convirtieran en un ejército ucraniano de pleno derecho. Estaban armados con mosquetes que databan de antes de que ella naciera. Los fusileros voluntarios tenían 34 mujeres, incluidas Dmyterko, Iryna Kus, Sofia Halechko, la amiga de Dmyterko Olena Stepaniv y Olha Basarab. Ellas, como muchos de los reclutas elegidos, eran antiguas estudiantes universitarias. La nueva fuerza se limitó a 60 oficiales.

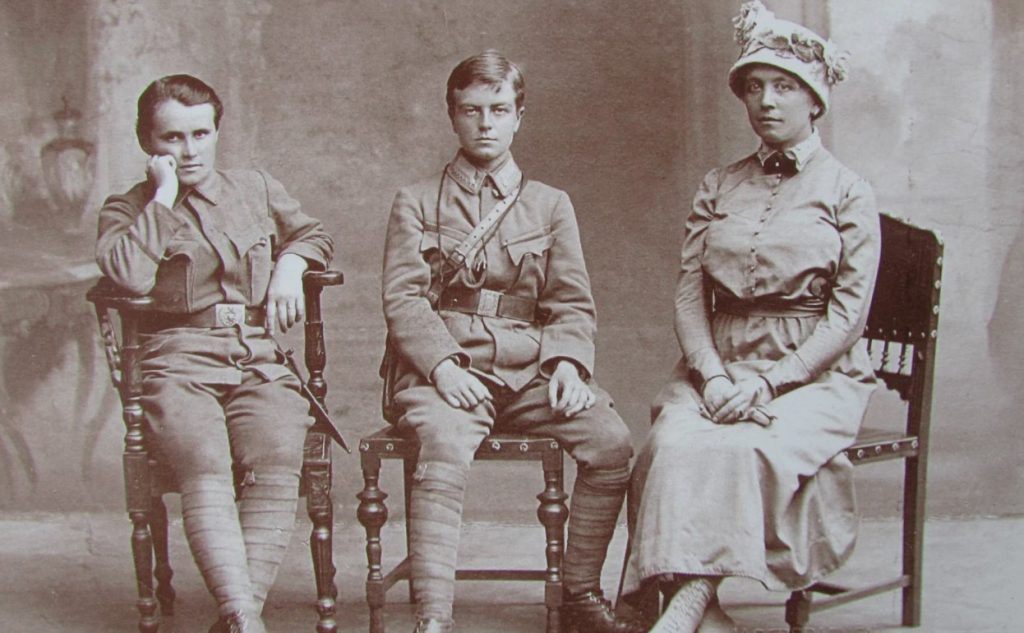
Tres fusileros: Dmytrerko, Sofia Halechko y Olha Basarab en Viena en 1917.

Dmyterko dejó a su familia en el pueblo de Pidberizka con solo el apoyo de su padre, ya que su madre y su abuela desaprobaron de su lucha. Inusualmente para ella, su unidad fue asignada para luchar cerca de su hogar, a diferencia de la mayoría de los 100 000 voluntarios de Galitzia que fueron asignados a batallas en Italia.
La nueva fuerza luchó en septiembre de 1914 como parte de la 55.ª división austriaca. Surgió el mito de que las mujeres servían bajo nombres masculinos falsos, pero no hay evidencia de esto. Cuando Dmyterko recibió una medalla por su servicio, su nombre completo figuraba en los registros militares. Las hazañas de Dmyterko y sus compañeras soldados fueron reportadas principalmente en periódicos extranjeros.
Durante sus seis años de servicio, preparó comida para los fusileros y los cuidó como enfermera, antes de ser asignada al cuartel general de comando donde trabajó como oficinista. Se convirtió en sargento y conoció al también soldado Vasyl Ratych. Se casaron en 1919 y vivieron en Rohatyn. Tuvieron cuatro hijos y con el tiempo emigraron a América del Norte.

## Muerte y legado

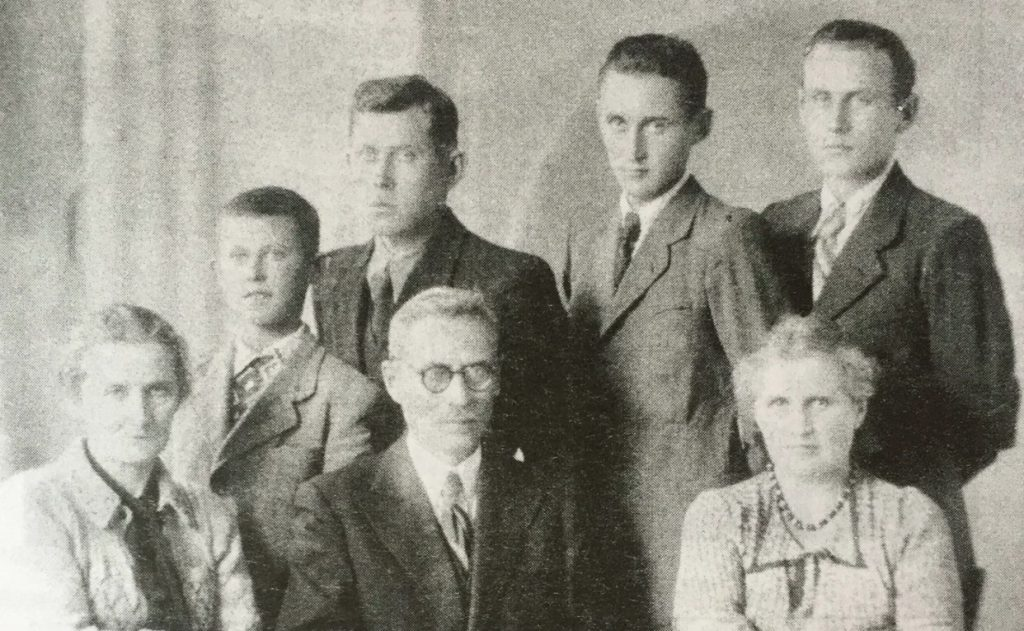
De izquierda a derecha: Olena Stepaniv, Vasyl Ratych, Hanna Dmyterko
De pie: Hijos de los Ratych.

Dmyterko fue conocida en vida como una heroína ucraniana junto con Sofia Galechko, Olena Stepaniv y Olga Pidvysotska. Uno de sus hijos, Volodar Ratych, murió en la Segunda Guerra Mundial, pero sobrevivieron Rostislav, Lubomyr y Bohdan.
En 1978, Dmyterko fue invitada (como la Sra. Ratych) a la Cuarta conferencia de adultos mayores ucranianos, en el centro ucraniano cerca de Nueva York conocido como Soyuzivka, donde fue honrada en un almuerzo de veteranos. Vivía en Edison, Nueva Jersey con su hijo Rostislav. Murió en Montreal en 1981. Sus memorias solo son superadas por las de Olena Stepaniv como fuente para quienes estudian las experiencias de las mujeres ucranianas en la Primera Guerra Mundial.